# Бабахурасан
40°32′ пн. ш. 72°21′ сх. д. / 40.533° пн. ш. 72.350° сх. д.
Бабахурасан (Бабахарасан; узб. Бобохуросон, Boboxuroson) — міське селище в Узбекистані, в Мархаматському районі Андижанської області.
Розташоване у Ферганській долині, поблизу кордону з Киргизстаном.
Населення 2,1 тис. мешканців (1990), 11,8 тис. (2016). Статус міського селища з 2009 року.